# استراتيجية سلسلة الجزر

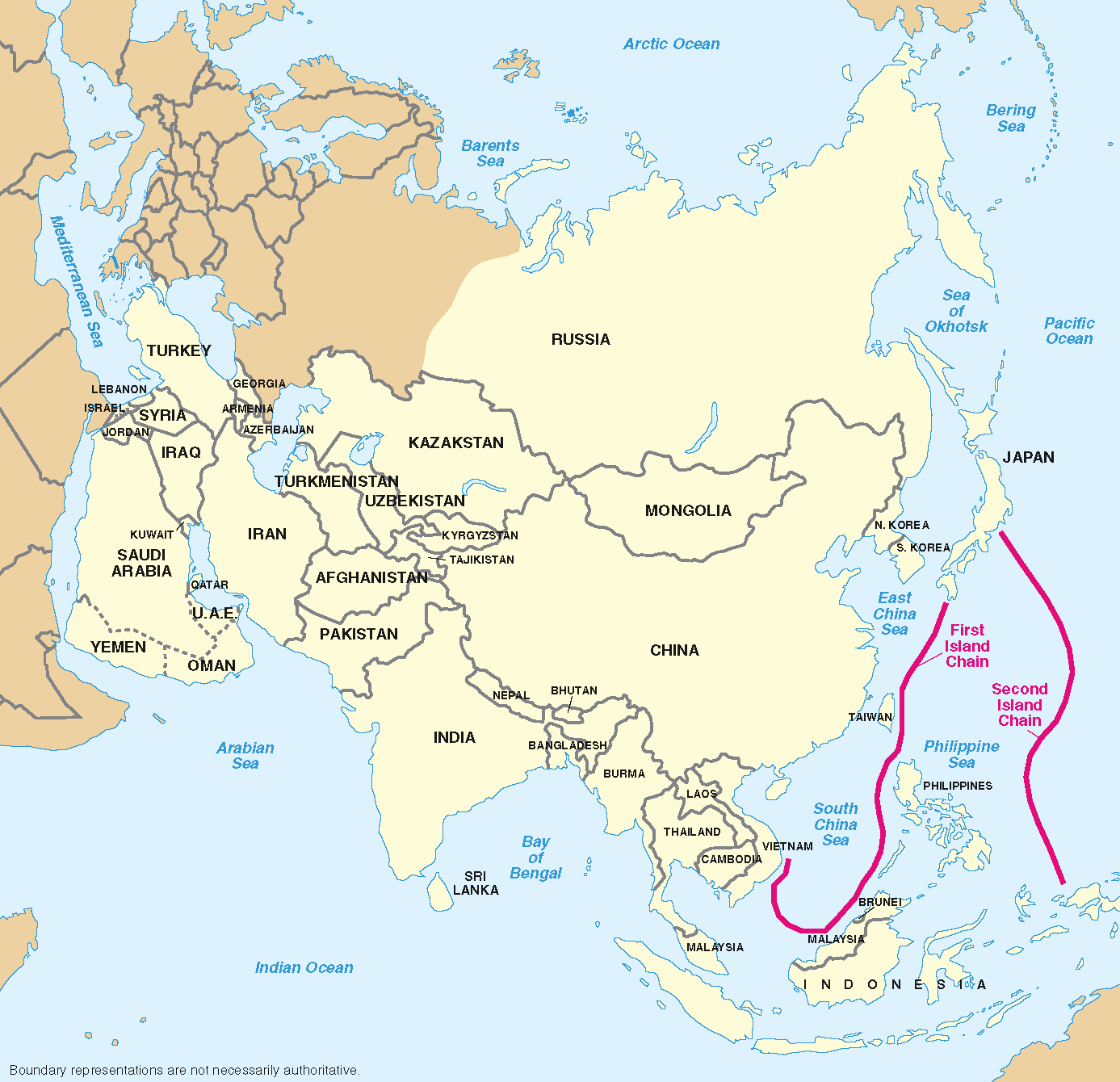
سلسلة الجزر الأولى والثانية

 استراتيجية سلسلة الجزر (بالإنجليزية: Island Chain Strategy) هي استراتيجية ذكرها أول معلق أمريكي للسياسة الخارجية جون فوستر دالاس في عام 1951 اثناء الحرب الكورية التي تشير إلى انها تحيط بالاتحاد السوفيتي والصين عن طريق البحر ولم يصبح مفهوم سلسلة الجزر موضوعا رئيسيا في السياسة الأمريكية تثبيت المحللين الصينيين حتى يومنا هذا المفهوم يزيد من مخاوف الصين من ان القوات الأمريكية سوف تطوقها وانبعاث تايوان انها تساعد في تشكيل الخيارات والاستراتيجيات البحرية الصينية فضلا عن لعب دور في السياسة الاقتصادية في الكتابات الصينية
في اطار الكتابات الصينية تنقسم إستراتيجية السلسلة الجزرية إلى 3 اجزاء وهي الجزيرة الأولى في سلسلة الجزر الثانية وسلسلة الجزر الثالثة.

## سلسلة الجزر الأولى
تبدأ سلسلة الجزر الأولى في جزيرة كوريل وتنتهي نحو بورينو والجزء الشمالي من الفلبين وهي أول سلسلة تحجب الدول الاشتراكية المتوافقة مع الاتحاد السوفيتي وبعد ان يتم التعامل مع روسيا السوفيتية فإن السلسلة ستحول بالتالي تركيزها على الصين الجزء الرئيسي من السلسلة الأولى سيكون تايوان
لان سلسلة الجزر مبنية على سلسلة من اليابسة يطلق عليها أيضا "حاملة الطائرات غير القابلة للإغماء"خاصة فيما يتعلق بتايوان".

## سلسلة الجزر الثانية
يمكن ان تشير السلسلة الجزرية الثانية إلى تفسيرين مختلفين لكن الإصدار الأكثر استخداما يشير إلى سلسلة جزرية التي تشكلت من قبل جزيرة اوجواسوارا وجزيرة البركان وهي اراضي الولايات المتحدة
كما انها تقع داخل الجزء الأوسط من المحيط الهادي بمثابة خط الدفاع الاستراتيجي الثاني للولايات المتحدة.

## سلسلة الجزر الثالثة
السلسلة الثالثة للجزيرة هي الجزء الاخير من سلسلة الجزر الاستراتيجية التي تبدأ في جزر الوثيان وتوجد في اوقيانوسيا الجزء الرئيس من السلسلة الثالثة هو جزر هاوايان في الولايات المتحدة.

## سلسلتا الجزر الرابعة والخامسة المقترحتان
ترى مبادرة الشفافية البحرية الآسيوية)، وهي مجموعة تابعة لمركز الدراسات الاستراتيجية والدولية، أنه ينبغي إضافة سلسلتي جزر رابعة وخامسة إلى الفهم الشامل للاستراتيجية البحرية الصينية في منطقة المحيطين الهندي والهادئ. وبينما تقع السلاسل الثلاث الأولى من الجزر في المحيط الهادئ، تقع هاتان السلسلتان المقترحتان حديثًا في المحيط الهندي، مما يعكس الاهتمام الصيني المتزايد بالمنطقة.
ستشمل السلسلة الرابعة المقترحة أماكن مثل لاكشادويب وجزر المالديف ودييغو غارسيا لتعطيل نقاط مسار مشروع "خيط اللؤلؤ" نحو الخليج العربي، مثل ميناء جوادر وهامبانتوتا. في حين أن السلسلة الخامسة المقترحة من شأنها أن تنطلق من معسكر ليمونير في خليج عدن، حول القرن الأفريقي وعلى طول ساحل شرق أفريقيا بالكامل عبر قناة موزمبيق (بين موزمبيق ومدغشقر، بما في ذلك جزر القمر) باتجاه جنوب أفريقيا، لتطويق القاعدة البحرية الصينية في دوراليه، جيبوتي وتخريب التجارة الصينية مع أفريقيا.

## الهدف والأحداث
كان الهدف الرئيسي للعقيدة في الأصل هو الاتحاد السوفيتي، أكبر دولة شيوعية. إلا أن أهدافًا إضافية شملت أيضًا دولًا شيوعية أخرى مثل الصين ولاوس وفيتنام وكوريا الشمالية. وبعد تفكك الاتحاد السوفيتي عام 1991، وتنامي نفوذ الصين الاقتصادي في أوائل القرن الحادي والعشرين، أصبحت الصين الهدف الرئيسي للعقيدة.